# Rinorea scheffleri
Rinorea scheffleri Engl. – gatunek roślin z rodziny fiołkowatych (Violaceae). Występuje naturalnie w północno-wschodniej Tanzanii. 

## Morfologia
PokrójZimozielone drzewo lub krzew. Dorasta do 1–5 m wysokości.
LiścieBlaszka liściowa ma eliptyczny kształt. Mierzy 12–23 cm długości oraz 4,6–10,5 cm szerokości, jest piłkowana lub ząbkowana na brzegu, ma klinową nasadę i spiczasty wierzchołek. Ogonek liściowy jest nagi i ma 35–50 mm długości.
KwiatyZebrane w tyrsach o długości 7–8,5 cm, wyrastają z kątów pędów. Mają działki kielicha o owalnym kształcie i dorastające do 2–3 mm długości. Płatki są owalnie podługowate, mają białą barwę oraz 4–5 mm długości.
OwoceTorebki mierzące 11-12 mm średnicy, o niemal kulistym kształcie.

## Biologia i ekologia
Rośnie w lasach, na wysokości od 400 do 800 m n.p.m.